# Mumblehard
Mumblehard era una red de computadoras esclavizadas, que corren bajo el sistema Linux, especializada en el envío de correo basura activo desde al menos el año 2009. Los componentes de software de este troyano están escritos en el lenguaje PERL empaquetados dentro de binarios en formato ELF escritos en lenguaje ensamblador. Las máquinas esclavas se comunican con un centro de mando y control para obtener instrucciones sobre las tareas a realizar. El empaquetado utilizado es exclusivo para Linux, pero como el programa en si corre en diferentes sistemas operativos, es posible que exista y no se haya descubierto versiones para otros sistemas.
El descubrimiento de Mumblehard fue publicado en abril de 2015 y luego de un año de trabajo fue desmantelada en abril de 2016 en un esfuerzo colaborativo entre el cuerpo de ciberpolicía de Ucrania y empresas de seguridad. Luego de la publicación de su descubrimiento, las máquinas esclavas recibieron una actualización que parece ser una medida defensiva.
No se conoce con precisión el mecanismo por el cual las máquinas componentes de la red fueron esclavizadas. Se sospecha fallas de seguridad no corregidas en aplicaciones web como Joomla! o WordPress, otra opción es que las máquinas esclavas hayan sido compradas a otros grupos delictivos. La red estaba compuesta de aproximadamente 4000 máquinas esclavas ubicadas en 65 países. La notificación a los responsables de los equipos esclavizados es llevada a cabo por el CERT y sus organismos afiliados en todo el mundo. Este software malicioso se instala en las carpetas /tmp o /var/tmp por lo que se recomienda eliminar la opción de ejecutar comandos desde estas carpetas.